# 미국 육군 군사 연구소
미국 육군 군사 연구소(The United States Army Center of Military History (CMH))는 미국 육군 장관의 차관보직에 준하는 이사회이다. 이 센터는 미군을 통한 역사와 군사적 기록에 대한 책임을 지고 있다. 전통적으로 이러한 임무는 군 관계자에게 역사적 문제에 대해 상담을 해주는 동안 평화든, 전쟁이든 군의 공식적 역사를 기록하는 것을 의미해 왔다. CMH는 육군 역사 프로그램을 선도하는 기본 조직이다.